# PAC611

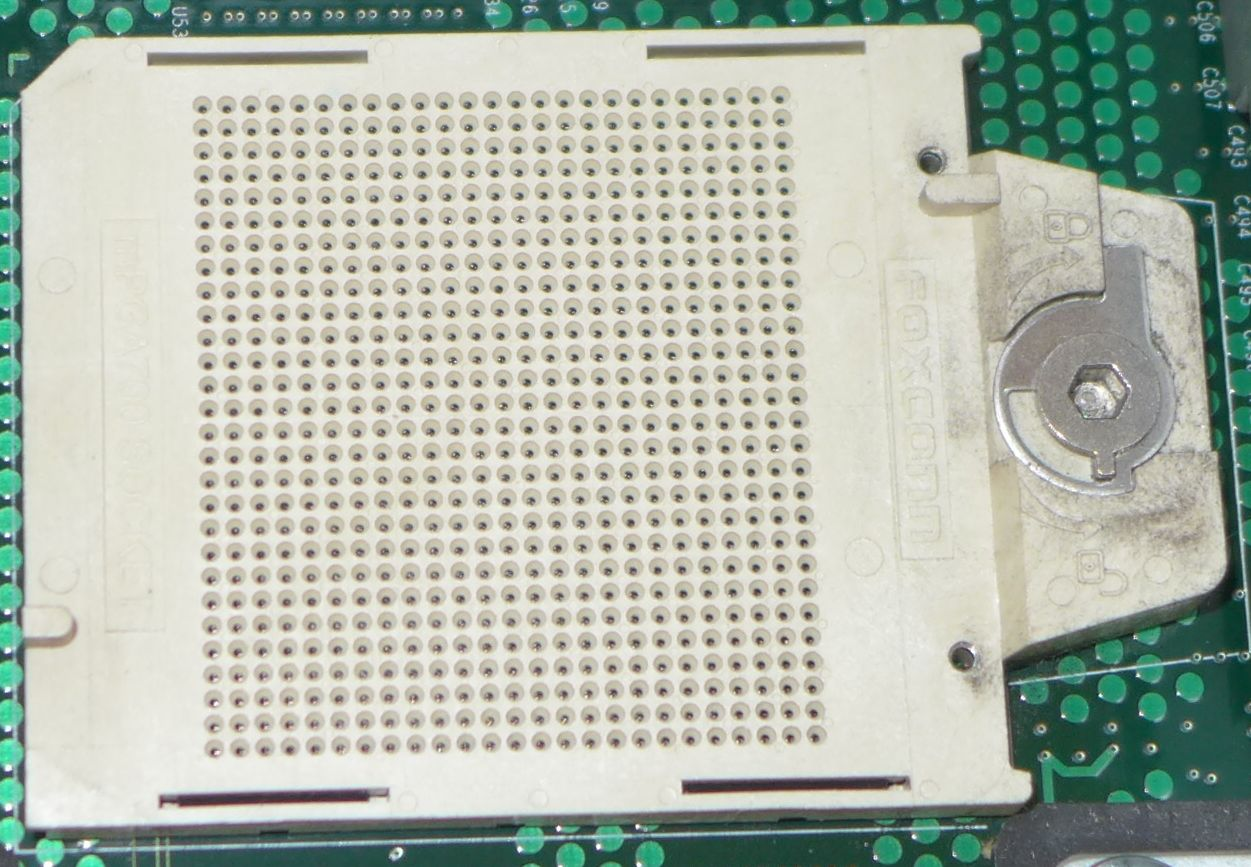
Сокет PAC611

Сокет PAC611 — это 611-контактный микропроцессорный разъём, предназначенный для подключения процессора Intel Itanium 2 к остальной части компьютера (обычно через материнскую плату). Он обеспечивает как электрический интерфейс, так и физическую поддержку. Этот разъём предназначен для поддержки микропроцессорного модуля.

## Технические характеристики
Сокет PAC611 был представлен вместе с процессором Intel Itanium второго поколения в 2002 году. Он поддерживал скорость шины до 200 МГц с двойной накачкой.
Процессоры на сокете PAC611 развивают скорость до 1,66 ГГц.